# Смит, Жаклин
Жаклин Смит (англ. Jaclyn Smith, род. 26 октября 1945 года, Хьюстон, США) — американская актриса и бизнесвумен, наиболее известная по роли в популярном телесериале «Ангелы Чарли» (1976—1981). После его завершения она основала собственную марку модной одежды и парфюмерии.

## Ранняя жизнь
Жаклин Эллен Смит родилась в Хьюстоне, штат Техас. Она училась в Trinity University в Сан-Антонио. После окончания колледжа, Смит переехала в Нью-Йорк, с целью танцевать в балете. В конечном счёте она начала карьеру со съёмок в рекламных роликах и небольших ролей в кино.

## Карьера
21 марта 1976 года состоялась премьера сериала «Ангелы Чарли», где Смит играла роль Келли Гаррет. В шоу также снимались Кейт Джексон и Фарра Фосетт. Сериал имел большой успех не только в США, но и по всему миру, сделав трёх актрис звёздами первой величины того периода. Смит является единственной актрисой, которая появилась во всех пяти сезонах сериала. Между съёмками в сериале актриса играла главные роли в телефильмах, таких как «Побег из графства Боген» (1977) и «Пользователи» (1978). В 1980 году она сыграла свою первую главную роль в кино, в триллере «Ночное убийство», который не имел успеха.
Смит сыграла роль Жаклин Кеннеди в фильме «Жаклин Бувье Кеннеди», за которую получила номинацию на премию «Золотой глобус» в 1981 году. В последующие годы она сыграла множество главных ролей в телевизионных фильмах, таких как «Ярость ангелов», «Ярость ангелов 2», «Флоренс Найтингейл», «Сентиментальное путешествие», «Дежа вю», «Кристин Кромвель», «Изнасилование доктора Уиллиса», «Ложь перед поцелуем», «Тайна личности Борна», «Мельницы богов», «Ложь перед поцелуем», «Кошмар средь бела дня», «В объятиях убийцы», «Семейный альбом», «Моя самая лучшая подруга», «Пока он не проснулся», «Вольное падение», «По зову сердца», «Обыкновенные чудеса» и многих других. В 2003 году она появилась в фильме «Ангелы Чарли: Только вперёд».
В 1989 году Смит была удостоена собственной звезды на Голливудской «Аллее славы».

## Личная жизнь
Сейчас Смит замужем в четвёртый раз. От второго брака у актрисы есть сын Гэстон (род. 1982) и дочь Спенсер Маргарет (род. 1985). В 2003 году у Смит был диагностирован рак молочной железы и она проходила курс лечения.